# 金始炫
金始炫（：／ Kim Shi Hyun，1998年5月6日—），2017年參加韓國選秀節目PRODUCE 101 (第二季)，但節目初期便因為健康原因，決定從《PRODUCE 101 第二季》退出。儘管如此，仍憑藉清爽有魅力的外貌和嗓音引發關注。於同年7月，所屬社CHOON娱乐表示金始炫將與金龍國以小分隊形式出道。2019年5月，以We In The Zone成員正式出道。

## 个人背景
- 金始炫，韓語為開始的始，光明照耀的炫之意。金始泫為本人韓國身分證上的漢字本名，本应爲金始炫，但因戶政事務人員疏失，誤植為金始泫。曾用名金元（김원音譯）。[來源請求][1]
- 中學時期於東灘高等學校就讀，因為聲樂老師的介紹而成為CHOON娱乐旗下練習生。

## 經歷

### 練習生時期
- 2017年，金始炫以CHOON娱乐練習生的身份參演著名的大型男團生存實境節目《PRODUCE 101 第二季》。金始炫參與了節目錄製的首次合宿，但因健康理由，於歌曲《PICK ME》舞台錄影前一日表達了退出之意願。[2]PRODUCE 101 (第二季)製作人也曾於節目結束後在採訪裡提到「如果金始炫沒有下車，繼續留在PRODUCE 101 (第二季)的話，可能會增強更多的節目效應」。[3]

### 小分隊時期

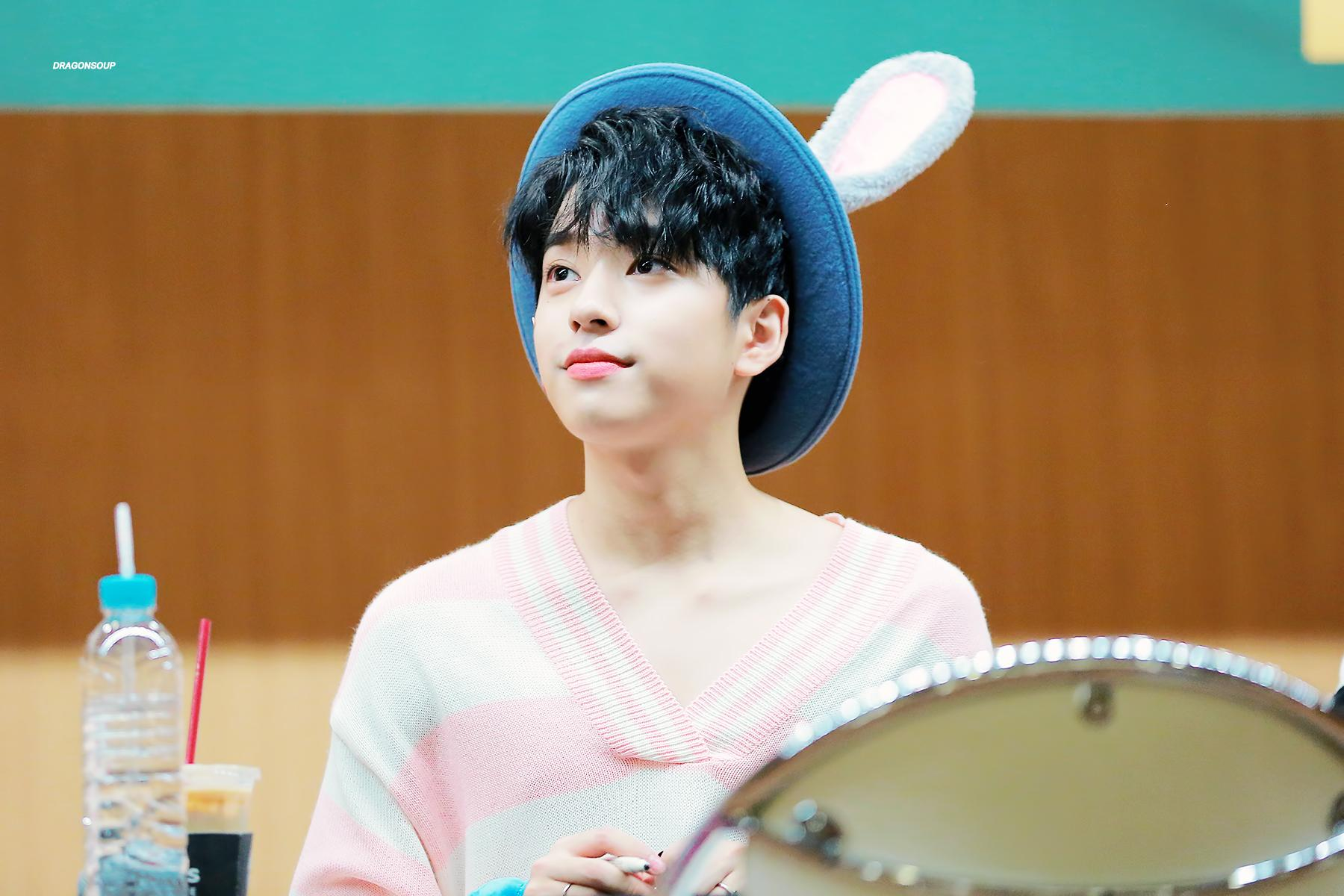
170813 金始炫

- 2017年，7月17日，所屬社CHOON娱乐表示金始炫將與金龍國將於八月以小分隊形式出道。兩人都因出演PRODUCE 101 (第二季)受到關注，為了報答粉絲們的支持和喜愛，於是決定在明年以男團形式正式出道之前，兩人將以小分隊的形式率先出道，小分隊名確定為龍國&始炫。[4]
- 7月14日，首次官方粉絲見面會《IN LONGGUO & KIM SHIHYUN 1ST FANMEETING <HELLO>》門票於一分鐘內售罄。[5]

- 2018年，11月3日，參加選秀節目《Under Nineteen》，參賽約三個多月，最終排名第10名，未能透過節目出道。

### 團體活動時期
- 2019年，5月29日，以We in the Zone成員正式出道。

## 其他演出

### 綜藝節目
| 播出日期                   | 電視台 | 節目名稱               | 集數    | 備註           |
| 2017年4月7日－6月16日      | Mnet   | 《Produce 101 第二季》 | E01-E11 | 因健康問題退出 |
| 2017年8月10日－8月27日     | IMBC   | 4Caris的私生活         | 共2集   |                |
| 2018年11月3日-2019年2月9日 | MBC    | Under Nineteen         | E01-E14 |                |

### 粉絲見面會
| 日期          | 演出名稱                                         | 地點                        | 備註     |
| 2017年7月29日 | JIN LONGGUO & KIM SHIHYUN 1ST FANMEETING <HELLO> | Mapo Art Center ArtHall MAC | 與金龍國 |

## 音樂作品

### 迷你專輯
| 專輯 | 專輯資料                                                                             | 曲目                                                                                                   |
| 1st  | 首張迷你專輯《the.the.the》 - 發行日期：2017年8月1日 - 語言：韓語 - 專輯銷售:33,550+ | 曲目 1. stay here 2. the.the.the 3. love taste 4. wonderland 5. the.the.the(inst.) 6. stay here(inst.) |

## 外部連結
- 金始炫的Instagram帳戶
- 金始炫的Facebook專頁
- WE IN THE ZONE官方的X（前Twitter）